# ROKS Busan (FF-959)
Le ROKS Busan (FF-959)  est une frégate de la marine de la république de Corée, le huitième navire de la classe Ulsan. Il est nommé d’après la ville de Busan, anciennement romanisé en Pusan et officiellement connue sous le nom de Busan Metropolitan City.

## Conception
Au début des années 1990, le plan du gouvernement sud-coréen pour la construction de navires côtiers de prochaine génération nommé Frégate 2000 a été abandonné en raison de la crise financière asiatique de 1997. Mais avec le démantèlement des destroyers de classe Gearing et la flotte vieillissante de frégates de classe Ulsan, le plan a été relancé au début des années 2000 sous le nom de Future Frigate eXperimental, également connu sous le nom de FFX.
10 navires ont été lancés et mis en service de 1980 à 1993. Ils ont 3 variantes différentes qui se compose de Flight I, Flight II et Flight III.

## Carrière
Le ROKS Busan a été construit par Hyundai Heavy Industries, lancé le 20 février 1992 et mis en service le 1er janvier 1993.
Le 31 mai 2014, l’USS Wayne E. Meyer, le ROKS Busan et le Prairial ont participé ensemble à un exercice conjoint au large de Busan,.